# Ptilinop de ventre taronja
El ptilinop de ventre taronja (Ptilinopus iozonus) és una espècie d'ocell de la família dels colúmbids (Columbidae) que habita els boscos de Nova Guinea i diverses illes al voltant.